# Permis blanc
 (avril 2015).
 (mai 2014).
Si vous disposez d'ouvrages ou d'articles de référence ou si vous connaissez des sites web de qualité traitant du thème abordé ici, merci de compléter l'article en donnant les références utiles à sa vérifiabilité et en les liant à la section « Notes et références ».
Le permis blanc, ou certificat médical de conducteur, est un permis destiné aux professionnels de la route (chauffeur de poids-lourd, voyageur représentant placier (VRP), ambulanciers, conducteurs de bus, chauffeurs de taxi) si leur permis a été annulé. Ce permis blanc les autorise à conduire malgré l'annulation de leur permis mais uniquement dans le cadre de leur travail.

## Description
Le permis blanc a été créé en 1992 en même temps que le permis à points en France.
Le permis blanc fut supprimé par l'article 5 de la loi 2003-495 du 13 juin 2003 car nombre de personnes bifurquaient vers les métiers du transport pour pouvoir en bénéficier. Le décret 2003-642 du 11 juillet 2003, en son article 7, fixa au 1er mars 2004 l'entrée en vigueur de nouvelles dispositions du Code de la route issues de cette loi, mais ces dispositions ne concernent pas le permis blanc. Les raisons de cette suppression furent expliquées par le Gouvernement[réf. nécessaire] en déclarant que les professionnels de la route doivent montrer le bon exemple.
Le permis blanc existe toujours sous certaines conditions, uniquement pour se rendre à son travail. C'est un juge qui accorde ou non ce permis. Mais le permis blanc n'est pas accordé pour les permis invalidés pour cause d'alcoolémie délictuelle, prise de drogue, délit de fuite, etc.
Certaines personnes ont affirmé à tort qu'en juin 2009, le permis blanc avait été de nouveau autorisé par le Conseil d'État, ce que celui-ci a démenti dans un communiqué de presse. En l'espèce, le Conseil d'État, saisi d'un pourvoi en cassation contre une ordonnance de référé, a examiné le bien-fondé de la requête en référé-suspension rejetée par le tribunal administratif et a constaté :
- d'une part, l'existence d'un doute sérieux (portant sur une question de procédure) quant à la légalité de la décision retirant des points du permis de conduire et informant son titulaire que ce permis avait perdu sa validité ;
- d'autre part, en raison de l'atteinte grave portée à l'exercice par le requérant de sa profession de chauffeur de taxi, l'existence d'une urgence justifiant la suspension de cette décision.

Sur la base de cette décision, les conducteurs dont l'emploi dépend de l'usage d'un permis de conduire, et qui justifient de l'existence d'un doute sérieux quant à la légalité de la décision par laquelle ils perdent le droit de conduire, peuvent penser disposer d'un moyen de conserver ce droit dans l'attente de la décision au fond qui sera rendue par le juge administratif. C'est dans cette mesure que la presse a cru pouvoir parler du retour du permis blanc à ce propos.